# Condado de White (Geórgia)
O Condado de White é um dos 159 condados do Estado americano de Geórgia. A sede do condado é Cleveland, e sua maior cidade é Cleveland. O condado possui uma área de 627 km², uma população de 19 944 habitantes, e uma densidade populacional de 32 hab/km² (segundo o censo nacional de 2000). O condado foi fundado em 22 de dezembro de 1857.